# Chrysocicada
Chrysocicada é um género monotipo de percevejos verdadeiros pertencentes à família Cicadidae. A única espécie é Chrysocicada franceaustralae.
A espécie pode ser encontrada na Austrália.